# Orietta (album)
Orietta è un album discografico della cantante italiana Orietta Berti, pubblicato nel 1971 dalla Polydor.

## Descrizione
L'album è costituito sostanzialmente da brani già apparsi su 45 giri e nel precedente album della cantante dal titolo Tipitipitì, scritti da prestigiose firme come Lorenzo Pilat, Aldo Cazzulani, Daniele Pace,  Mario Panzeri e Roberto Soffici.
Nell'album furono inclusi molti dei singoli più famosi della cantante tra cui Io, tu e le rose e Ah, l'amore che cos'è.

## Edizioni
L'album fu pubblicato in Italia in LP ed MC dalla Polydor, con numero di catalogo 2448 001 L.
Non esiste una versione pubblicata in CD, download digitale o per le piattaforme streaming.

## Tracce
1. L'ora giusta
2. Quando l'amore diventa poesia
3. Te l'ho scritto con le lacrime
4. L'altalena
5. Fin che la barca va
6. Osvaldo tango
7. Ah, l'amore che cos'è
8. Tu sei quello
9. Io, tu e le rose
10. Non illuderti mai
11. Una bambola blu
12. Tipitipitì